# ドロシー・アーズナー

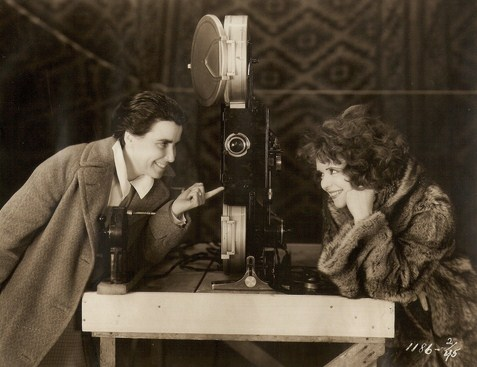
アーズナー(左)とクララ・ボウ。『ワイルド・パーティー』の宣材写真(1929)

ドロシー・エマ・アーズナー（Dorothy Emma Arzner、1897年1月3日 –  1979年10月1日）とは、アメリカ合衆国の映画監督。サイレント映画時代の1920年代からトーキー時代の1940年代にかけて活躍した。当時のハリウッドでは唯一の女性監督、全米監督協会唯一の女性メンバーで、最初にトーキー映画を監督した女性である。監督作は20本で、キャサリン・ヘプバーン、ロザリンド・ラッセル、ルシル・ボールといった名女優を世に出した。

## 生涯
1897年、カリフォルニア州サンフランシスコの生まれ。母はジェネッター・アーズナー（旧姓ヤング）、父はルイス・アーズナー。育ったのはロサンゼルスで、そこに両親の経営するレストランがあった。レストランにはメアリー・ピックフォード、マック・セネット、ダグラス・フェアバンクスといったサイレント映画のスターたちがちょくちょく訪れていた。ハーバード＝ウェストレイク・スクールを卒業後、南カリフォルニア大学に進学。将来医者になるつもりで2年間、医学を学ぶ 。第一次世界大戦中は地元の救急隊に参加した。しかし、研修中に医者になるという進路を変更する。「イエスのようになりたかったの。手術とか薬とかそういうのなしに、たちどころに病を癒し、死者を蘇らせる仕事がしたかった」。
第一次世界大戦後、映画産業は人手を必要としていた。アーズナーは狭き門が開かれたと思った。「経験者でなくても才能や知識があるとわかってもらえればチャンスがある」と1974年の『Cinema』誌のインタビューでアーズナーは語っている。大学のガールフレンドがフェイマス・プレイヤーズ＝ラスキー（現在のパラマウント映画）の監督であるウィリアム・C・デミルと会ってみてはどうかとアドバイスしてくれた。「それから彼女、私を車に乗せてパラマウント・スタジオまで行って、事務所の前で私を放り出したの」。
1919年のことだった。アーズナーと会ったデミルはどの部署から始めたいか尋ねた。「舞台装飾ならできます」とアーズナーは答えた。デミルはオフィスにある家具が何かアーズナーに質問したが、アーズナーは正解を答えられなかった。デミルは1週間の猶予を与えるからどの部署にするか決めて秘書に伝えるよう言った。アーズナーはスタジオの、セシル・B・デミルなどのセットを1週間見学した。「もし映画ビジネスを続けていくなら監督しかないわ。なぜなら監督は他人に何をすべきか言えるから」
しかし、アーズナーはデミルの秘書が推薦した脚本部に入った。脚本をタイプライターで打ちながら「映画のすべて」を学んだ。半年後にはアーズナーはパラマウントの子会社の編集者になっていた。そこで52本の映画を編集した。1922年、子会社から本社に呼び戻され、ルドルフ・ヴァレンティノの『血と砂』を編集した。クレジットされなかったが、この仕事はアーズナーに監督の才能があることを証明するものだった。アーズナーは闘牛シーンのいくつかを撮影し、その映像にありもののストック・フッテージを混ぜた。これによりパラマウントは数千ドルの費用を浮かすことができた。『血と砂』でアーズナーに注目したジェームズ・クルーズはアーズナーを編集者ならびに脚本家として雇った。アーズナーによるとクルーズは周囲に彼女のことを「私の右腕だ」と言っていたという。クルーズの『戦艦くろがね号』（1926年）ではアーズナーは撮影台本を書き、編集をした。
クルーズとの仕事で信頼を得たアーズナーは、監督をさせてくれないならコロンビア ピクチャーズに移るとパラマウントに訴えた。「コロンビアから監督・脚本のオファーがあったの。それで、給料を清算してコロンビアに行こうとした」。アーズナーはその前に別れの挨拶をしようと、パラマウントのニューヨーク撮影所長ウォルター・ウェンジャーを訪れた。アーズナーの話を聞いたウェンジャーはアーズナーに脚本部への転属と将来の監督を提案した。「A級映画を2週間以内に始められるなら呑みます。B級映画というなら小さな会社で好きなようにやりたい」。ウェンジャーは『The Best Dressed Woman in Paris』という舞台劇の映画化の監督を約束した。そうして完成したのがアーズナーの第1回監督作品『近代女風俗』（1927）である。主演はエスター・ラルストンで、商業的にもヒットした。アーズナーはさらに3本のサイレント映画を監督した。『モダン十戒』（1927年）、『恋人強奪』（1927年）、『マンハッタン・カクテル』（1928年）である。続く『ワイルド・パーティー』（1929年）はアーズナーが以前編集した『The Wild Party』（1923年）のリメイクである。
『ワイルド・パーティー』はクララ・ボウの初のトーキー主演作であり、フレドリック・マーチが最初に主演した映画でもある。かさばった録音機器のせいで自由に動けないボウのためにアーズナーは釣り竿の先端にマイクロフォンを取り付けた。ブーム・マイクの始まりである。ボウ扮するパーティ好きの女子大生がマーチ扮する教授と恋に落ちるという内容で、興行的にも批評的にも大成功を収めた。以後、「教授に恋する女子大生など、享楽的で酒飲みの学生がいる大学のキャンパス」を舞台とした映画が続々作られる。
『ワイルド・パーティー』以降、アーズナーはパラマウントで11本の映画を監督した。その中には、ルース・チャタートン主演『サラアと其の子』（1930年）、クローデット・コルベール主演『彼女の名誉』（1931年）がある。1932年、パラマウントを離れフリーとなる。フリー時代の有名な作品には、キャサリン・ヘプバーン主演の『人生の高度計』（1933年）、ロザリンド・ラッセル主演『クレイグの妻』（1936年）、ルシル・ボール主演の『Dance, Girl, Dance』（1940年）が含まれる。
『人生の高度計』はヘプバーン演じる女性飛行士シンシア・ダリントンが妻子ある男クリストファー・ストロングと恋に落ちる。話が進むうちにストロングの妻エレインはシンシアを理解し、不倫も許したように見える。アーズナーは慣習的な女性観を逆転させた。二人の女性を争わせたり、ライバルとして描くのではなく、リアルに描写することで、従来の女性観を複雑化し疑問を投げかけた。
『クレイグの妻』でロザリンド・ラッセル演じるハリエット・クレイグは家の維持に夢中で、他のことにはまったく関心がない。原作はジョージ・ケリーの戯曲だが、ヒロインの設定は変更されている。原作は夫の側に立ちヒロインに批判的である。しかしアーズナーはこの話を「美しい所有物でいるよりは一人の人間でありたいという女性の請願」に変更した。
『Dance, Girl, Dance』はアーズナーの最も知られた映画で、ルシル・ボールとモーリン・オハラ演じる2人のショーガールの友情物語である。女性のパフォーマンス、女性同士の関係、社会的流動性がテーマ。彼女らが踊るのは自己表現と経済的自立のためで、「ショーガールのスパンコールや羽根の下を覗き見ようとする男性の視線を萎えさせた」（『バラエティ』誌）。
1943年、『First Comes Courage』（1943年）完成後、アーズナーはハリウッドから引退した 。はっきりした理由はわからないが、評価と興行がふるわなくなったせいだと思われる。あるいは、同性愛を嫌うヘイズ・コードのせいかもしれない。ハリウッドからは引退したが、アーズナーは映画の仕事を続けた。第二次世界大戦中は婦人陸軍部隊の訓練映画を製作した。
1950年、南カリフォルニアのパサデナ・プレイハウスに映画製作コースを作る。戯曲を数本書き、『You wanna be a star』というラジオ番組に出演。1952年、College of the Arts of the Playhouseの映画・テレビ部長となる。1950年代後期には親しかったジョーン・クロフォードのつてでペプシコのCMを制作した。
1961年、UCLA School of Theater, Film and Televisionに参加。1965年6月に退職するまでにフランシス・フォード・コッポラらを教える。

## 私生活

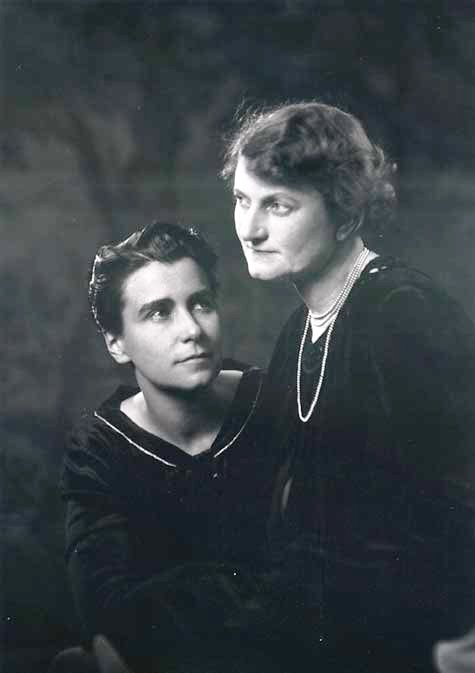
アーズナー(左)とマリオン・モーガン(1927年)

私生活では16歳年上のダンサーで振付師のマリオン・モーガンと40年間連れ添う。モーガンは『Dance, Girl, Danc』などアーズナーのいくつかの作品で振付を担当している。
また、アラ・ナジモヴァ、ビリー・バークといった女優たちとも浮き名を流した。アーズナーは性的指向を隠したりはしなかった。
アーズナーの着る服は当時の女性としては型破りで、スーツかストレートなドレスを身に着けていた。
アーズナーとモーガンは1930年からモーガンの亡くなる1971年までハリウッドのマウンテン・オーク・ドライブで暮らしていた。その後、アーズナーはハリウッドを去って砂漠に住み、1979年、カリフォルニア州ラキンタで死去した。82歳だった。

## レガシー
女性映画監督、レズビアン映画監督として、アーズナーの作品は映画研究の上で重要視されている。1940年代にハリウッドを去ってからは忘れられた存在だったが、1970年代になってフェミニストの映画理論家たちによって再評価されるに至った。以降、アーズナーの映画はジェンダーおよび女性のセクシュアリティの研究対象となっている。
映画への功績により、ハリウッド・ウォーク・オブ・フェームのヴァイン通り1500に星型のプレートを埋め込まれた。受賞はこれのみである。
2018年3月、パラマウント社はドレッシングルームのビルをアーズナーに捧げた。

## フィルモグラフィ

### 編集
- Too Much Johnson (1919) - 残存しない
- 酒の神よさらば The Six Best Cellars (1920)
- 血と砂 Blood and Sand (1922)  - クレジットなし
- 幌馬車 The Covered Wagon (1923)
- Inez from Hollywood (1924)

### 監督
- 近代女風俗 Fashions for Women (1927)
- モダン十戒 Ten Modern Commandments (1927)
- 恋人強奪 Get Your Man (1927)
- マンハッタン・カクテル Manhattan Cocktail (1928) - 現存せず
- ワイルド・パーティー The Wild Party (1929)
- 恋の素顔 Behind the Make-Up (1930) - クレジットなし
- サラアと其の子 Sarah and Son (1930)
- パラマウント・オン・パレイド（英語版） Paramount on Parade (1930)
- 夫なき妻 Anybody's Woman (1930)
- 彼女の名誉 Honor Among Lovers (1931)
- めくらの鼠 Working Girls (1931)
- 我等は楽しく地獄へ行く Merrily We Go to Hell (1932)
- 人生の高度計（英語版） Christopher Strong (1933)
- 女優ナナ（英語版） Nana (1934)
- クレイグの妻 Craig's Wife (1936)
- 真珠と未亡人 The Last of Mrs. Cheyney (1937) - クレジットなし
- 花嫁は紅衣装 The Bride Wore Red (1937)
- Dance, Girl, Dance (1940)
- First Comes Courage (1943)